# Hallonbåtsflyktingen
Hallonbåtsflyktingen (på finska Vadelmavenepakolainen) är den finske författaren Miika Nousiainens debutroman. Boken utkom år 2007 på förlaget Otava. Boken har sålts i över 100 000 exemplar i Finland. I Sverige ges boken ut på svenska av bokförlaget Brombergs.

## Handling
Boken berättar om en finsk man, Mikko Virtanen, som vill bli svensk. Virtanen känner att han har fötts till fel nationalitet. Han borde vara svensk istället för finsk. Han beskriver sig själv som transnationalist, liksom transsexualist. Boken är en berättelse av Virtanens liv och hur han blir svensk och vad han måste göra för att uppfylla sin dröm. Hans förändring till svensk är inte lätt och inte ens laglig men det spelar ingen roll för Virtanen. Han vill göra allting i sin makt för att bli svensk och få allting han alltid drömt om: en svensk fru, en svensk familj och så vidare. 

## I andra medier

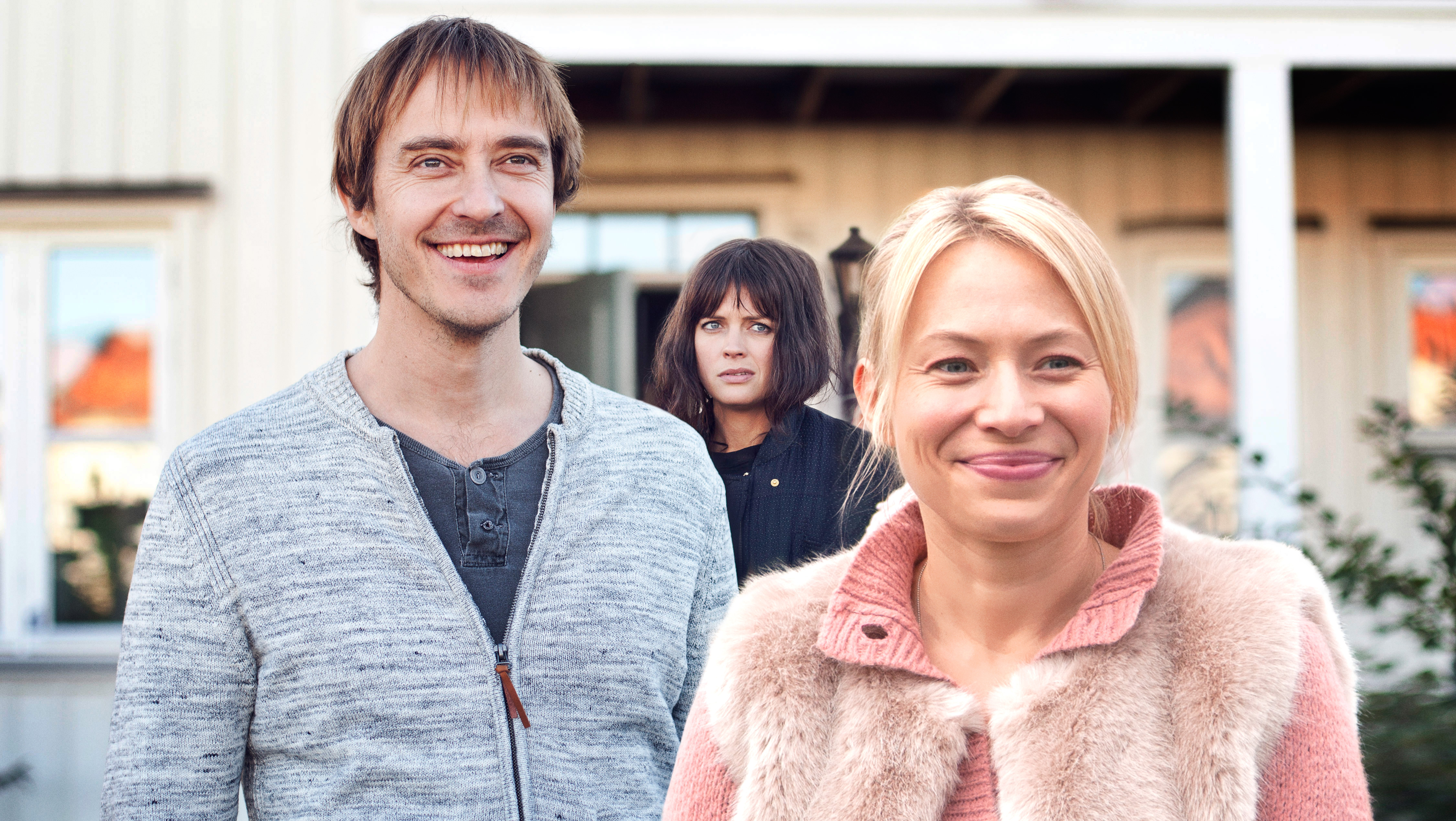
Jonas Karlsson, Josephine Bornebusch Jarl Siljefors och Frida Hallgren i filmatiseringen från 2014.

Boken blev till teaterföreställning 2011, och filmatiserades 2014 i regi av Leif Lindblom och med bland annat Jonas Karlsson och Josephine Bornebusch i rollerna.